# Kamerling Świętego Kolegium Kardynałów
Kamerling Świętego Kolegium Kardynałów – w przeszłości skarbnik Kolegium Kardynalskiego, administrujący dobrami i dochodami tej instytucji. Do jego obowiązków należało także odprawianie mszy żałobnych za zmarłych kardynałów. Był odpowiedzialny za rejestry zwane Acta Consistorialia. Urząd ten sprawował zawsze jeden z kardynałów. Nie należy mylić go z kamerlingiem Świętego Kościoła Rzymskiego.
Geneza tego urzędu nie jest zbyt dobrze znana. Pierwszy bezsporny dowód na jego istnienie pochodzi dopiero z 1272 roku. Początkowo większość kardynałów sprawujących tę funkcję sprawowała ją dożywotnio, jednak po reformie z 1437 roku przyjęła się praktyka wybierania kamerlingów na roczną kadencję, z opcją reelekcji. W czasach współczesnych urząd ten stracił na znaczeniu, stając się funkcją czysto honorową. Po raz ostatni został wymieniony w Annuario Pontificio na rok 1997, jednak Stolica Apostolska nie wydała żadnego oficjalnego komunikatu o jego zniesieniu. Ostatnim kardynałem sprawującym tę funkcję był Holender Johannes Willebrands, który zmarł w 2006.

## Lista kamerlingów Świętego Kolegium Kardynalskiego
- Guillaume de Bray (1272–1282)
- (1283–1287 brak danych)
- Pietro Peregrossi (1288–1295)
- Hugues Aycelin (1295–1297)
- Robert de Pontigny (1298–1305)
- Jean Le Moine (1305–1310)
- Etienne de Suissy (1310–1311)
- Nicolas de Freauville (1312–1313)
- Berenguer Fredol (1313–1323)
- Guillaume Teste (1323–1326)
- Pierre d'Arabloy (1326–1331)
- Pedro Gomez de Barroso (1331–1340)
- Imbert Dupuis (1340–1348)
- Guillaume de Court (1348–1361)
- Hugues Roger (1361–1363)
- Guillaume Aigrefeuille (1363–1369)
- Guillaume Aigrefeuille (1369–1378)
- Niccolò Mosquino (1378–1387)
- Francesco Renzio (1387–1390)
- Enrico Minutoli (1390–1412)
- Amadeo di Saluzzo (1409–1419)
- Francesco Lando (1419–1427)
- Antonio Panciera (1428–1431)
- Lucido Conti (1431–1437)
- Angelotto Fosco (1437)
- Domenico Capranica (1438)
- Prospero Colonna (1439)
- Guillaume d’Estouteville (1440)
- Bessarion (1441)
- Niccolò d'Acciapaccio  (1442)
- Giovanni Berardi (1443)
- Albert d’Albret (1444)
- Pietro Barbo (1445–1446)
- Juan Torquemada (1446)
- Giorgio Fieschi (1447)
- Domenico Capranica (1448)
- Astorgio Agnensi (1449)
- Izydor z Kijowa (1450)
- Latino Orsini (1451)
- Guillaume d’Estaing (1452)
- Alain de Coëtivy (1453)
- Filippo Calandrini (1454–1455)
- Antonio de la Cerda (1456)
- Enea Silvio Piccolomini (1457–1458)
- Giacomo Tebaldi (1458)
- Juan de Mella (1459)
- Pietro Barbo (1460)
- Alessandro Oliva (1461)
- Niccolò Fortiguerra (1462)
- Giacomo Ammanati-Piccolomini (1462)
- Mikołaj z Kuzy (1463)
- Giacomo Ammanati-Piccolomini (1464)
- Louis d’Albret (1465)
- Guillaume d’Estouteville (1465)
- Berardo Eroli (1466)
- Bessarion (1467)
- Guillaume d’Estouteville (1468)
- Juan de Carvajal (1469)
- Latino Orsini (1470)
- Filippo Calandrini (1471)
- Rodrigo Borgia (1472)
- Guillaume d’Estouteville (1472–1473)
- Berardo Eroli (1474)
- Bartolomeo Roverella (1475)
- Giacomo Ammanati-Piccolomini (1476)
- Oliviero Carafa (1477)
- Marco Barbo (1478)
- Giuliano della Rovere (1479)
- Giovanni Battista Zeno (1480)
- Stefano Nardini (1481)
- Ausias Despuig (1482)
- Giovanni Arcimboldo (1483)
- Giovanni Battista Cibo (1484)
- Giovanni Michiel (1484–1485)
- Jorge da Costa (1486)
- (1487-1491, brak danych)
- Lorenzo Cibo de Mari (1492)
- Antonio Pallavicini (1493)
- (1494, brak danych)
- Giovanni Battista Orsini (1495)
- (1496-1497, brak danych)
- Bernardino López de Carvajal (1498)
- Bartolomeo Martini (1499)
- (1500, brak danych)
- Juan López (1501)
- (1502, brak danych)
- Francisco de Borgia (1503)
- Juan de Vera (1504)
- Antonio Trivulzio (1505)
- Gianstefano Ferrero (1506)
- (1507-1508, brak danych)
- François Guillaume de Clermont (1509)
- (1510-1511, brak danych)
- Robert Guibè (1512)
- Leonardo Grosso della Rovere (1512–1513)
- Robert Guibè (1513)
- (1514-1515, brak danych)
- Antonio Maria Ciocchi del Monte (1516)
- Achille de Grassis (1517–1518)
- Lorenzo Pucci (1518–1519)
- Giulio de Medici (1519–1520)
- Francesco de Conti (1520–1521)
- Giovanni Piccolomini (1521–1523)
- Giovanni Domenico de Cupis (1523–1524)
- Andrea de Valle (1524–1526)
- Scaramuccia Trivulzio (1526–1527)
- Domenico Giacobazzi (1527)
- Willem Encenvoirt (1529)
- Antonio Sanseverino (1530–1531)
- Benedetto Accolti (1531)
- Agostino Spinola (1532–1533)
- Gianvincenzo Carafa (1533–1534)
- Andrea Palmieri (1534–1535)
- Francisco Quinones (1535)
- Francesco Cornaro (1536–1537)
- Antonio Pucci (1537–1538)
- Girolamo Ghinucci (1538–1539)
- Giacomo Simonetta (1539–1540)
- Gasparo Contarini (1540–1541)
- Gianpietro Carafa (1541–1542)
- Rodolfo Pio di Carpi (1542)
- Pietro Bembo (1542–1543)
- Juan Alvares de Toledo (1543–1544)
- Pietro Paolo Parisio (1544–1545)
- Marcello Cervini (1545)
- Uberto Gambara (1545–1546)
- Ascanio Parisani (1546–1547)
- Bartolomeo Guidiccioni (1547–1548)
- Miguel da Silva (1548–1549)
- Giovanni Girolamo Morone (1549–1551)
- Marcello Crescenzi (1551–1552)
- Francisco Mendoza de Bobadilla (1552–1553)
- Otto Truchsess von Waldburg (1553–1554)
- Bartolomeo de la Cueva (1554–1555)
- Federico Cesi (1555–1556)
- Pedro Pacheco (1556–1558)
- Giovanni Angelo Medici (1557–1558)
- Tiberio Crispi (1559–1561)
- Fulvio Cornea (1561–1562)
- Giovanni Michele Saraceni (1562–1563)
- Giovanni Ricci (1563–1564)
- Giovanni Battista Cicada (1564–1565)
- Scipione Rebiba (1565–1567)
- Gianantonio Capizzuchi (1567–1568)
- Giacomo Savelli (1568–1569)
- Luigi Cornaro (1569–1570)
- Philibert Babou de la Bourdaisière (1570)
- Antonio de Granvelle (1570–1571)
- Stanisław Hozjusz (1571–1572)
- Francesco Pacheco (1572–1574)
- Giovanni Francesco Gambara (1574–1575)
- Karol Boromeusz (1575–1576)
- Alfonso Gesualdo (1576–1577)
- Niccolò Caetani (1577–1578)
- Innico d’Avalos d’Aragona (1578–1579)
- Marco Antonio Colonna (1579–1580)
- Tolomeo Gallio (1580–1581)
- Prospero Santacroce (1581–1582)
- Zaccharia Delfino (1582–1583)
- Giovanni Francesco Commendone (1583–1584)
- Guglielmo Sirleto (1584–1585)
- Michele Bonelli (1585–1587)
- Lodovico Madruzzo (1587–1588)
- Nicholas de Pellevè (1588–1589)
- Giulio Antonio Santori (1589–1590)
- Girolamo Rusticucci (1590–1593)
- (1593–1594, brak danych)
- Giovanni Evangelista Pallotta (1595–1596)
- Agostino Valieri (1596–1597)
- (1597–1598, brak danych)
- Domenico Pinelli (1599–1600)
- (1601–1604, brak danych)
- Gregorio Petrocchini, O.E.S.A. (1605–1607)
- Paolo Emilio Sfondrati (1607–1608)
- Ottavio Paravicini (1608–1609)
- Ottavio Acquaviva d’Aragona(1609–1611)
- Pietro Aldobrandini (1611–1612)
- Ottavio Bandini (1612–1613)
- Bartolomeo Cesi (1613–1614)
- Francesco Mantica (1614)
- Bonifazio Bevilacqua (1614–1616)
- Domenico Toschi (1616–1617)
- Robert Bellarmin (1617–1618)
- Domenico Ginnasi (1618–1619)
- Giovanni Delfino (1619–1620)
- Giacomo Sannesio (1620–1621)
- Scipione Caffarelli-Borghese (1621–1623)
- Maffeo Barberini (1623)
- Giovanni Garzia Millini (1623–1625)
- Marcello Lante (1625–1626)
- Giambattista Leni (1626–1627)
- Gaspar de Borja y Velasco (1627–1628)
- Roberto Ubaldini (1628–1629)
- Tiberio Muti (1629–1630)
- Giulio Savelli (1630–1631)
- Guido Bentivoglio (1631–1632)
- Antonio Marcello Barberini, O.F.M.Cap. (1632)
- Desiderio Scaglia, O.P. (1632–1633)
- Agostino Spinola Basadone (1633–1634)
- Cosimo de Torres (1634–1635)
- Alfonso de la Cueva-Benavides y Mendoza-Carrillo (1635–1636)
- Antonio Marcello Barberini, O.F.M.Cap. (1636–1637)
- Luigi Caetani (1637–1638)
- Bernardino Spada (1638–1639)
- Berlinghiero Gessi (1639)
- Federico Cornaro (1639–1641)
- Giulio Cesare Sacchetti (1641–1642)
- Giandomenico Spinola (1642–1643)
- Giovanni Battista Pamphili (1643–1644)
- Gil Carrillo de Albornoz (1644–1646)
- Ciriaco Rocci (1646–1647)
- Giovanni Battista Maria Pallotta (1647–1648)
- Ulderico Carpegna (1648–1649)
- Marcantonio Franciotti (1649–1650)
- Marcantonio Bragadin (1650–1651)
- Pierdonato Cesi, iuniore (1651–1652)
- Vincenzo Maculani, O.P. (1652–1653)
- Carlo Rossetti (1654–1656)
- Francesco Angelo Rapaccioli (1656–1657)
- Juan de Lugo y de Quiroga, S.J. (1657–1658)
- Niccolò Albergati-Ludovisi (1658–1659)
- Federico Sforza (1650–1660)
- Benedetto Odescalchi (1660–1661)
- Camillo Astalli-Pamphili (1661–1662)
- Luigi Omodei (1662–1663)
- Giacomo Corradi (1663–1664)
- Giberto Borromeo (1664–1665)
- Marcello Santacroce (1665–1666)
- Giovanni Battista Spada (1666–1668)
- Francesco Albizzi (1668–1669)
- Ottavio Aquaviva d'Aragonia (1669–1671)
- Carlo Pio di Savoia (1671–1672)
- Carlo Gualterio (1672–1673)
- Flavio Chigi (1673–1674)
- Giacomo Franzoni (1674–1675)
- Pietro Vidoni, seniore (1675–1676)
- Carlo Carafa della Spina (1676–1678)
- Paluzzo Paluzzi-Altieri (1678–1679)
- Giacomo Filippo Nini (1679–1680)
- Giacomo Rospigliosi (1680–1681)
- Gasparo Carpegna (1681–1682)
- César d’Estrées (1682–1683)
- Federico Baldeschi Colonna (1683–1684)
- Francesco Nerli (1684–1685)
- Girolamo Gastaldi (1685)
- Alessandro Crescenzi, C.R.S (1685–1687)
- Galeazzo Marescotti (1687–1688)
- Fabrizio Spada (1688–1689)
- Philip Thomas Howard of Norfolk, O.P. (1689–1691)
- Giambattista Spinola (1691–1692)
- Savo Millini (1692–1693)
- Francesco Lorenzo Brancati di Lauria, O.F.M. Conv. (1693)
- Pier Matteo Petrucci (1693–1695)
- Jan Kazimierz Denhoff (1695–1696)
- Leandro Colloredo, Orat. (1696–1697)
- Domenico Maria Corsi (1697)
- 1698–1699 (brak danych)
- Bandino Panciatici (1699–1700)
- Giacomo Cantelmi (1700–1702)
- Toussaint de Forbin Janson (1702–1703)
- Giambattista Rubini (1703–1704)
- Tommaso Maria Ferrari, O.P. (1704–1705)
- Giuseppe Sacripante (1705–1706)
- Fabrizio Paolucci (1706–1707)
- Andrea Santacroce (1707–1708)
- Sperello Sperelli (1708–1709)
- Giovanni Maria Gabrielli, O.Cist. (1709–1710)
- Lorenzo Corsini (1710–1711)
- Francesco Acquaviva d'Aragonia (1711–1712)
- Filippo Antonio Gualterio (1712–1713)
- Giandomenico Paracciani (1713–1714)
- Joseph-Emmanuel de la Trémoille (1714–1715)
- Carlo Agostino Fabroni (1715–1716)
- Michelangelo dei Conti (1716–1717)
- Luigi Pico della Mirandola (1717–1718)
- Antonio Felice Zondadari (1718–1719)
- Pier Marcellino Corradini (1719–1720)
- Luigi Priuli (1720)
- Giovanni Battista Tolomei, S.J. (1720–1723)
- Bernardino Scotti (1723–1724)
- Niccolò Spinola (1724–1726)
- Giorgio Spinola (1726–1727)
- Cornelio Bentivoglio (1727–1728)
- Luis Antonio Belluga y Moncada (1728–1729)
- Mihály Frigyes Althan (1729–1730)
- Álvaro Cienfuegos Villazón, S.J. (1730–1732)
- Giambattista Altieri (1732–1733)
- Vincenzo Petra (1733–1734)
- Niccolò Maria Lercari (1734–1735)
- Vincezo Ludovico Gotti (1735–1736)
- Leandro Porzia (1736–1737)
- Pierlugi Carafa (1737–1738)
- Francesco Scipione Maria Borghese (1738–1739)
- Vincenzo Bichi (1739–1741)
- Giuseppe Firrao (1741–1742)
- Antonio Saverio Gentili (1742–1743)
- Giovanni Antonio Guadagni, O.C.D. (1743–1744)
- Troiano Aquaviva d’Aragona (1744–1745)
- Domenico Riviera (1745–1746)
- Giambattista Spinola (1746–1747)
- Raniero D'Elci (1747–1748)
- Domenico Passionei (1748–1749)
- Silvio Valenti Gonzaga (1749–1750)
- Joaquín Fernández Portocarrero (1750–1751)
- Camillo Paolucci (1751–1752)
- Carlo Alberto Guidoboni Cavalchini (1752–1753)
- Federico Marcello Lante Montefeltro della Rovere (1753–1754)
- Francesco Landi Pietra (1754–1755)
- Fortunato Tamburini, O.S.B.Cas. (1755–1756)
- Girolamo de Bardi (1756–1757)
- Giovanni Battista Mesmer (1757–1758)
- Henryk Benedykt Stuart (1758–1760)
- Giuseppe Maria Feroni (1760–1761)
- Luca Melchiore Tempi (1761–1762)
- Cosimo Imperiali (1762–1763)
- Antonio Andrea Galli, C.R. SS.S. (1763–1764)
- Carlo Rezzonico (1764–1765)
- Ferdinando Maria de Rossi (1765–1766)
- Giuseppe Maria Castelli (1766–1767)
- Gaetano Fantuzzi (1767–1768)
- Pietro Girolamo Guglielmi (1768–1770)
- Marcantonio Colonna (1770–1771)
- Andrea Corsini (1771–1772)
- Simone Buonaccorsi (1772–1773)
- Giovanni Carlo Boschi (1773–1774)
- Ludovico Calini (1774–1776)
- Lazzaro Opizio Pallavicino (1776–1777)
- Pietro Colonna Pamphili (1777–1778)
- Mario Marefoschi Compagnoni (1778–1779)
- Scipione Caffarelli-Borghese (1779–1780)
- Antonio Eugenio Visconti (1780–1781)
- Bernardino Giraud (1781–1782)
- Innocenzo Conti (1782–1783)
- Francesco Saverio de Zelada (1783–1784)
- Leonardo Antonelli (1784–1785)
- Giovanni Archinto (1785–1786)
- Hyacinthe Sigismond Gerdil, B. (1786–1787)
- Guglielmo Pallotta (1787–1788)
- Franziskus Herzan von Harras (1788–1789)
- Giovanni De Gregorio (1789–1790)
- Francesco Carrara (1790–1791)
- Ignazio Busca (1791–1792)
- Stefano Borgia(1792–1793)
- Tommaso Antici (1793–1794)
- Giovanni Battista Caprara Montecuccoli (1794–1795)
- Antonio Dugnani (1795–1796)
- Aurelio Roverella (1796–1797)
- Giulio Maria della Somaglia (1797–1798)
- Vincenzo Maria Altieri (1798)
- Giulio Maria della Somaglia (1799–1801)
- Diego Innico Caracciolo (1801–1802)
- Giuseppe Firrao (1802–1803)
- Ferdinando Maria Saluzzo (1803–1804)
- Bartolomeo Pacca (1804–1805)
- Giovanni Filippo Gallarati Scotti (1805–1806)
- Laurentius Litta (1806–1807)
- Filippo Casoni (1807–1808)
- Girolamo della Porta (1808–1809)
- Valentino Mastrozzi (1809–1810)
- Antonio Despuig y Dameto (1810–1813)
- Pietro Francesco Galeffi (1814–1818)
- Antonio Maria Doria Pamphili (1818–1819)
- Fabrizio Dionigi Ruffo (1819–1820)
- Ercole Consalvi (1820–1821)
- Giuseppe Albani (1821–1822)
- Francesco Guidobono Cavalchini (1822–1823)
- Giovanni Caccia-Piatti (1823–1825)
- Pietro Vidoni (1825–1826)
- Cesare Guerrieri Gonzaga (1826–1827)
- Antonio Frosini (1827–1828)
- Tommaso Riario Sforza (1828–1830)
- Belisario Cristaldi (1830–1831)
- Juan Francisco Marco y Catalán (1831–1832)
- Domenico de Simone (1832–1833)
- Luigi Gazzoli (1833–1834)
- Mario Mattei (1834–1835)
- Nicola Grimaldi (1835–1836)
- Alessandro Spada (1836–1837)
- Bartolomeo Pacca (1837–1838)
- Emmanuele de Gregorio (1838–1839)
- Giovanni Francesco Falzacappa (1839–1840)
- Carlo Maria Pedicini (1840–1841)
- Antonio Domenico Gamberini (1841–1842)
- Giacomo Giustiniani (1842–1843)
- Vincenzo Macchi (1843–1844)
- Luigi Lambruschini, C.R.S.P. (1844–1845)
- Pietro Ostini (1845–1846)
- Castruccio Castracane degli Antelminelli (1846–1847)
- Mario Mattei (1848–1850)
- Giacomo Luigi Brignole (1851–1852)
- Costantino Patrizi (1852–1853)
- Luigi Amat di San Filippo e Sorso (1853–1854)
- Gabriele Ferretti (1854–1855)
- Antonio Maria Cagiano de Azevedo (1855–1856)
- Benedetto Barberini (1856–1857)
- Ugo Pietro Spinola (1857–1858)
- Gabriel della Genga Sermattei (1858–1859)
- Chiarissimo Falconieri Mellini (1859)
- Antonio Tosti (1859–1860)
- Gasparo Bernardo Pianetti (1861–1862)
- Fabio Maria Asquini (1862–1863)
- Niccola Clarelli Paracciani (1863–1864)
- Domenico Carafa della Spina di Traetto (1864–1865)
- Sisto Riario Sforza (1865–1866)
- Camillo di Pietro (1866–1867)
- Karl-August von Reisach (1867–1868)
- Alessandro Barnabò (1868–1869)
- Giuseppe Milesi Pironi (1869–1870)
- Pietro de Silvestri (1870–1871)
- Angelo Quaglia (1871–1872)
- Antonio Maria Panebianco, O.F.M.Conv. (1872–1873)
- Antonio Saverio De Luca (1873–1874)
- Giuseppe Andrea Bizzarri (1874–1875)
- Lucien-Louis-Joseph-Napoléon Bonaparte (1876–1877)
- Innocenzo Ferrieri (1877–1879)
- Edoardo Borromeo (1879–1880)
- Raffaele Monaco La Valletta (1880–1881)
- Flavio Chigi (1881–1882)
- Luigi Oreglia di Santo Stefano (1882–1883)
- Tommaso Martinelli, O. E.S.A. (1883–1884)
- Mieczysław Ledóchowski (1884–1885)
- Giovanni Simeoni (1885–1886)
- Domenico Bartolini (1886–1887)
- Luigi Serafini (1887–1888)
- Lucido Maria Parocchi (1888–1889)
- Carlo Laurenzi (1889)
- Paulus Melchers (1889–1891)
- Serafino Vannutelli (1891–1892)
- Gaetano Aloisi Masella (1892–1893)
- Mariano Rampolla del Tindaro (1893–1894)
- Fulco Luigi Ruffo-Scilla (1894–1895)
- Angelo Di Pietro (1895–1896)
- Girolamo Maria Gotti, O.C.D. (1896–1897)
- Domenico Jacobini (1897–1898)
- Antonio Agliardi (1898–1899)
- Domenico Ferrata (1899–1900)
- Serafino Cretoni (1900–1901)
- Giovanni Battista Casali del Drago (1901–1902)
- Francesco di Paola Cassetta (1902–1903)
- Alessandro Sanminiatelli Zabarella (1903–1905)
- François-Désiré Mathieu (1905–1906)
- Pietro Respighi (1906–1907)
- Sebastiano Martinelli, O.E.S.A. (1907–1909)
- Casimiro Gennari (1909–1911)
- Rafael Merry del Val (1911–1912)
- Aristide Rinaldini (1912–1914)
- Pietro Gasparri (1914–1915)
- Antonio Vico (1915–1916)
- Gennaro Granito Pignatelli di Belmonte (1916–1919)
- Basilio Pompilj (1919–1920)
- Giulio Boschi (1920)
- Rafael Merry del Val (1920–1922)
- 1922-1926 (Vacat)
- Donato Raffaele Sbarretti (1926)
- 1926-1929 (Vacat)
- Achille Locatelli (1929–1930)
- Luigi Sincero (1930–1931)
- Bonaventura Cerretti (1933)
- Achille Locatelli (1933–1935)
- Luigi Capotosti (1935–1936)
- Lorenzo Lauri (1936–1937)
- Eugenio Pacelli (1937–1939)
- 1939–1947 (Vacat)
- Federico Tedeschini (1947–1948)
- 1948-1949 (Vacat)
- Massimo Massimi (1949–1950)
- Nicola Canali (1950–1951)
- Giovanni Mercati (1951–1952)
- Giuseppe Bruno (1952–1954)
- Alfredo Ottaviani (1954–1958)
- Eugène Tisserant (1958–1960)
- Clemente Micara (1960–1961)
- Giuseppe Pizzardo (1961–1962)
- Benedetto Aloisi Masella (1962–1968)
- Giuseppe Antonio Ferretto (1968–1973)
- Ildebrando Antoniutti (1974)
- Franjo Šeper (1974–1977)
- Agnelo Rossi (1977–1978)
- Gabriel-Marie Garrone (1978–1979)
- Egidio Vagnozzi (1979–1980)
- 1980–1982 (Vacat)
- Maximilien de Furstenberg (1982–1984)
- Silvio Oddi (1984–1987)
- Giuseppe Paupini (1987–1988)
- Johannes Willebrands (1988–1997)